# 京都府道68号南インター竹田線
京都府道68号南インター竹田線（きょうとふどう68ごう みなみインターたけだせん）は、京都南インターから京都府京都市伏見区竹田に至る府道（主要地方道）である。

## 概要
間接的に京都南インターと結ばれている。別名、竹田出橋通。

### 路線データ
- 起点：京都府京都市伏見区竹田西小屋ノ内町（国道1号交点）
- 終点：京都府京都市伏見区竹田中川原町（国道24号交点）

## 歴史
本路線は、道路法（昭和27年法律第180号）第7条の規定に基づき、一般府道として認定された六地蔵下鳥羽線の一部を前身としている。同法第56条の規定に基づき、1993年の第6次主要地方道指定時に主要地方道として指定された。

### 年表
- 1959年（昭和34年）12月18日
京都府が一般府道29号六地蔵下鳥羽線として認定[3][注釈 1]。
- 1993年（平成5年）5月11日
建設省（当時）が府道六地蔵下鳥羽線の一部を南インター竹田線として主要地方道に指定[1]。
- 1994年（平成6年）4月1日
京都府が一般府道29号六地蔵下鳥羽線を廃止[4]し、新たに主要地方道として府道68号南インター竹田線を認定[2]。

## 地理
名神高速道路に沿って国道1号と国道24号を東西に結んでいる。

### 通過する自治体
- 京都市（伏見区）

### 交差する道路
- 名神高速道路京都南IC・国道1号 京阪国道（京都市伏見区竹田西小屋ノ内町、起点）
- 新城南宮道（京都市伏見区竹田西小屋ノ内町で重複）
- 油小路通（京都市伏見区竹田真幡木町）
- 大宮通（京都市伏見区竹田真幡木町）
- 第二京阪道路（旧阪神高速8号京都線） 城南宮北出入口（京都市伏見区竹田真幡木町）
- 国道24号 竹田街道（京都市伏見区竹田中川原町、終点）

### 沿線にある施設など
- 鳥羽離宮跡公園
- 城南宮
- 近畿日本鉄道京都線、京都市営地下鉄烏丸線 竹田駅